# Chiesa di San Gaudenzio a Ruballa
La chiesa di San Gaudenzio a Ruballa si trova nel comune di Certaldo, in provincia di Firenze, arcidiocesi della medesima città ed è una suffraganea della pieve di San Lazzaro a Lucardo.

## Storia

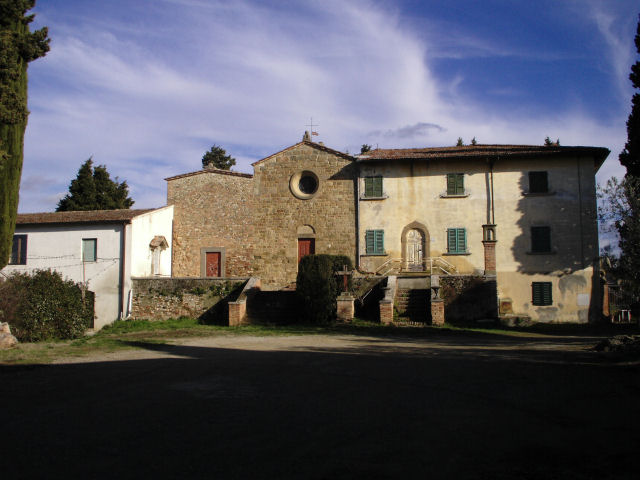
Abitato di San Gaudenzio, Certaldo

Il primo documento in cui la chiesa viene citata è l'elenco delle decime di fine XIII - inizio XIV secolo: il 16 agosto 1260 il rettore Cima Rinaldi, con otto staia di grano, promise di contribuire all'approvvigionamento dell'esercito fiorentino; il prete Ormanno dovette forse pagare la decima (anche se risulta assai bassa).
Nel 1358 la comunità di San Gaudenzio dovette pagare la tassa per la costruzione delle mura di Certaldo, in quanto facente parte delle dodici parrocchie dipendenti.
In virtù di ciò, nel 1391 la comunità di San Gaudenzio chiese di entrare a far parte del castello di Moricci, fondato appena dieci anni prima: questa spinta autonomistica dovette procedere da una buona situazione economica di quella comunità, come testimoniato dall'estimo del 1402.
Nal 1835 la parrocchia di San Gaudenzio era piuttosto popolosa, comprendendo le chiese di San Miniato a Maggiano, probabilmente fin da metà del Cinquecento, e di Santa Maria a Casale, alla quale fin dal XIV secolo era stata unita la chiesa di San Vito in Jerusalem.
Durante la seconda guerra mondiale la chiesa ha ospitato le venerate reliquie di beata Giulia Della Rena, patrona di Certaldo, solitamente esposte entro il suo altare all'interno della chiesa dei Santi Jacopo e Filippo, nell'abitato medievale di Certaldo Alto: il paese subì pesanti bombardamenti che distrussero molti edifici, sia della parte medievale (la casa del Boccaccio fu completamente rasa al suolo), che nella parte moderna. Questa chiesa in aperta campagna, lontana dalle vie principali di comunicazione si prospettò come la soluzione più idonea.

## Descrizione dell'edificio
Si tratta di un semplice edificio di stile romanico, circondato da costruzioni più tarde.
La facciata si presenta in bozze di arenaria e ciottoli, disposti in maniera piuttosto irregolare. Si può facilmente notare anche il rialzamento della cuspide, per la diversità dei materiali impiegati.
Il portale è sormontato da un archivolto a tutto sesto composto da conci regolari di arenaria.
Sopra il portale si apre un oculo frutto di un recente restauro.
L'accesso alla chiesa e al sagrato antistante avviene tramite dodici scalini: la chiesa si trova su un terrapieno rialzato rispetto al livello della strada.
L'interno è composto di un'unica navata, a pianta rettangolare.

## Opere già in loco
Da questa chiesa provengono pezzi di arte sacra di pregevolissima fattura che, per ovvi motivi di sicurezza, sono adesso esposti nel Museo di Arte Sacra di Certaldo:
- un turibolo, in alloide di rame, già dorato, inciso, di forma globulare, risalente all'XI - XII secolo, ed attribuibile ad un maestro orafo bizantino.
- una statua lignea dorata e argentata di San Gaudenzio, alta 62 cm, della seconda metà del XVIII secolo: l'opera molto deve ai celebri Dottori della Chiesa della Cattedra di San Pietro di Gian Lorenzo Bernini.

## Galleria d'immagini

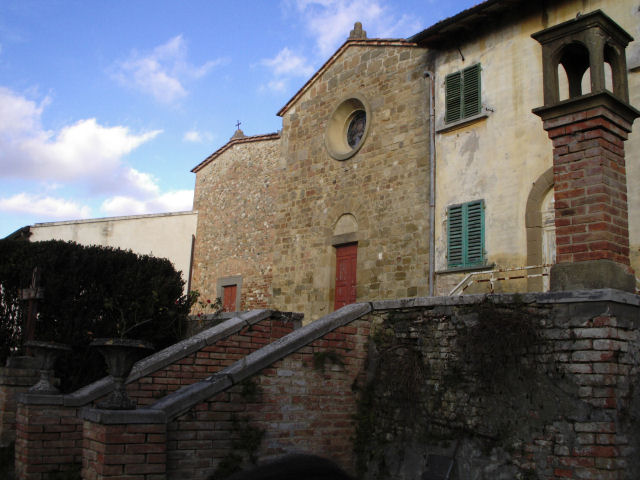
Altra immagine della facciata
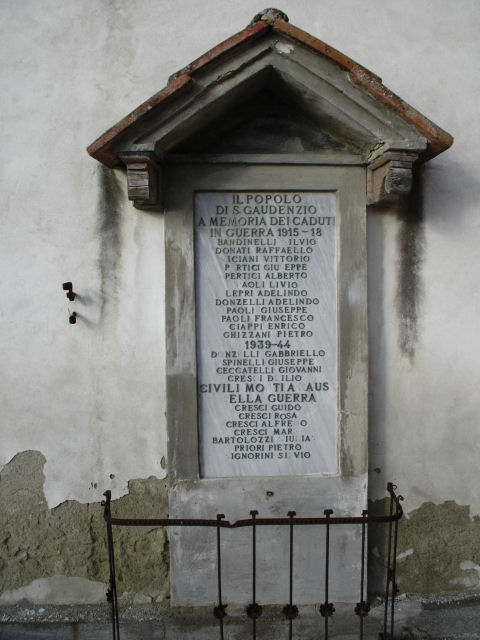
Monumento ai caduti